# Championnat du monde féminin de rink hockey 1996
Navigation
Championnat du monde féminin 1994 Championnat du monde féminin 1998
La troisième édition des championnats du monde de rink hockey féminin s'est déroulée du 15 au 21 septembre 1996, à Sertãozinho, au Brésil.
À cette occasion, l'Espagne remporte sa deuxième couronne mondiale dans cette catégorie, en battant l'Italie en finale, sur le score de 3-2.

## Participants
Les 11 équipes engagées sont réparties dans deux groupes.
| Groupe A - Australie - Argentine - Espagne - États-Unis - Italie - Japon | Groupe B - Afrique du Sud - Brésil - Chili - Pays-Bas - Portugal |

## Déroulement
La compétition est divisée en deux phases :
- La phase qualificative : à l'intérieur de chaque groupe, chaque équipe se rencontre une fois. Une victoire ramène deux points, un match nul un seul point et une défaite aucun point. Un classement par groupe est établi, utilisé pour le déroulement de la phase finale.
- La phase finale est divisée en deux tournois :
  - Les matchs de classement pour les places 9 à 11 : les équipes classées 5 et 6e de leur groupe se retrouvent dans un mini-championnat dans lequel chaque équipe se rencontre une fois. Un classement permet de déclarer les places 9 à 11
  - Le tableau final : Les quatre meilleures équipes de chaque groupe sont qualifiées pour les quarts de finale à élimination directe. Les perdants des quarts de finale se retrouvent dans un mini tournoi à élimination directe pour décider des places 5 à 8.

## Phase qualificative

### Groupe A
| Rang | Équipe     | Pts | J | G | N | P | Bp | Bc | Diff |  | Résultats  |  |     |     |     |     |     |
| ---- | ---------- | --- | - | - | - | - | -- | -- | ---- |  | ---------- |  | --- | --- | --- | --- | --- |
| 1    | Espagne    | 10  | 5 | 5 | 0 | 0 | 16 | 6  | +10  |  | Espagne    |  | 1-0 | 3-2 | 2-1 | 8-2 | 2-0 |
| 2    | Italie     | 8   | 5 | 4 | 0 | 1 | 19 | 5  | +14  |  | Italie     |  |     | 4-2 | 5-0 | 9-2 | 1-0 |
| 3    | Argentine  | 6   | 5 | 3 | 0 | 2 | 17 | 10 | +7   |  | Argentine  |  |     |     | 1-0 | 8-2 | 4-1 |
| 4    | États-Unis | 4   | 5 | 2 | 0 | 3 | 9  | 11 | -2   |  | États-Unis |  |     |     |     | 6-2 | 2-1 |
| 5    | Japon      | 2   | 5 | 1 | 0 | 4 | 6  | 9  | -3   |  | Japon      |  |     |     |     |     | 3-0 |
| 6    | Australie  | 0   | 5 | 0 | 0 | 5 | 11 | 34 | -23  |  | Australie  |  |     |     |     |     |     |

### Groupe B
| Rang | Équipe         | Pts | J | G | N | P | Bp | Bc | Diff |  | Résultats      |  |     |     |      |      |
| ---- | -------------- | --- | - | - | - | - | -- | -- | ---- |  | -------------- |  | --- | --- | ---- | ---- |
| 1    | Brésil         | 7   | 4 | 3 | 1 | 0 | 34 | 1  | +33  |  | Brésil         |  | 1-1 | 1-0 | 12-0 | 20-0 |
| 2    | Portugal       | 7   | 4 | 3 | 1 | 0 | 31 | 1  | +30  |  | Portugal       |  |     | 2-0 | 15-0 | 13-0 |
| 3    | Pays-Bas       | 4   | 4 | 2 | 0 | 2 | 16 | 4  | +12  |  | Pays-Bas       |  |     |     | 5-1  | 11-0 |
| 4    | Afrique du Sud | 2   | 4 | 1 | 0 | 3 | 7  | 34 | -27  |  | Afrique du Sud |  |     |     |      | 6-2  |
| 5    | Chili          | 0   | 4 | 0 | 0 | 4 | 2  | 50 | -48  |  | Chili          |  |     |     |      |      |

## Phase finale

### Classement pour les places 9 à 11
| Rang | Équipe    | Pts | J | G | N | P | Bp | Bc | Diff |  | Résultats |  |     |      |
| ---- | --------- | --- | - | - | - | - | -- | -- | ---- |  | --------- |  | --- | ---- |
| 9    | Japon     | 4   | 2 | 2 | 0 | 0 | 14 | 2  | +12  |  | Japon     |  | 6-2 | 8-0  |
| 10   | Australie | 2   | 2 | 1 | 0 | 1 | 20 | 8  | +12  |  | Australie |  |     | 18-2 |
| 11   | Chili     | 0   | 2 | 0 | 0 | 2 | 2  | 26 | -24  |  | Chili     |  |     |      |

### Classement pour les places 1 à 8
|  | Quarts de finale | Quarts de finale | Quarts de finale | Quarts de finale |         |         | Demi-finales | Demi-finales | Demi-finales                  | Demi-finales                  |                               |                               | Finale | Finale | Finale | Finale |
|  |                  |                  |                  |                  |         |         |              |              |                               |                               |                               |                               |        |        |        |        |
|  |                  |                  |                  |                  |         |         |              |              |                               |                               |                               |                               |        |        |        |        |
|  |                  |                  |                  |                  |         |         |              |              |                               |                               |                               |                               |        |        |        |        |
|  | Espagne          | Espagne          | 10               | 10               |         |         |              |              |                               |                               |                               |                               |        |        |        |        |
|  | Espagne          | Espagne          | 10               | 10               |         |         |              |              |                               |                               |                               |                               |        |        |        |        |
|  | Afrique du Sud   | Afrique du Sud   | 0                | 0                |         |         |              |              |                               |                               |                               |                               |        |        |        |        |
|  | Afrique du Sud   | Afrique du Sud   | 0                | 0                | Espagne | Espagne | 4            | 4            |                               |                               |                               |                               |        |        |        |        |
|  |                  |                  |                  |                  | Espagne | Espagne | 4            | 4            |                               |                               |                               |                               |        |        |        |        |
|  |                  |                  | Portugal         | Portugal         | 0       | 0       |              |              |                               |                               |                               |                               |        |        |        |        |
|  | Portugal         | Portugal         | Portugal         | Portugal         | 0       | 0       | 5            | 5            |                               |                               |                               |                               |        |        |        |        |
|  | Portugal         | Portugal         |                  |                  |         |         |              | 5            |                               |                               |                               |                               |        |        |        |        |
|  | Argentine        | Argentine        | 4                | 4                |         |         |              |              |                               |                               |                               |                               |        |        |        |        |
|  | Argentine        | Argentine        | 4                | 4                | Espagne | Espagne | 3            | 3            |                               |                               |                               |                               |        |        |        |        |
|  |                  |                  |                  |                  | Espagne | Espagne | 3            | 3            |                               |                               |                               |                               |        |        |        |        |
|  |                  |                  | Italie           | Italie           | 2       | 2       |              |              |                               |                               |                               |                               |        |        |        |        |
|  | Brésil           | Brésil           | Italie           | Italie           | 2       | 2       | 2            | 2            |                               |                               |                               |                               |        |        |        |        |
|  | Brésil           | Brésil           |                  |                  |         |         |              |              |                               |                               |                               |                               |        |        |        |        |
|  | États-Unis       | États-Unis       | 0                | 0                |         |         |              |              |                               |                               |                               |                               |        |        |        |        |
|  | États-Unis       | États-Unis       | 0                | 0                | Brésil  | Brésil  | 2            | 2            | Match pour la troisième place | Match pour la troisième place | Match pour la troisième place | Match pour la troisième place |        |        |        |        |
|  |                  |                  |                  |                  | Brésil  | Brésil  | 2            | 2            | Match pour la troisième place | Match pour la troisième place | Match pour la troisième place | Match pour la troisième place |        |        |        |        |
|  |                  |                  | Italie           | Italie           | 3       | 3       |              |              |                               |                               |                               |                               |        |        |        |        |
|  | Italie           | Italie           | Italie           | Italie           | 3       | 3       | 2            | 2            |                               |                               |                               |                               |        |        |        |        |
|  | Italie           | Italie           |                  |                  |         |         |              | 2            |                               |                               | Portugal                      | Portugal                      | 2      | 2      |        |        |
|  | Pays-Bas         | Pays-Bas         | 0                | 0                |         |         |              |              |                               |                               | Portugal                      | Portugal                      | 2      | 2      |        |        |
|  | Pays-Bas         | Pays-Bas         | 0                | 0                | Brésil  | Brésil  | 0            | 0            |                               |                               |                               |                               |        |        |        |        |
|  |                  |                  |                  |                  |         |         |              |              |                               |                               |                               |                               |        |        |        |        |

Match pour la troisième place
| Équipe 1 | Score | Équipe 2 |
| -------- | ----- | -------- |
| POR      | 2-0   | Brésil   |

|  | Match pour les places 5 à 8 | Match pour les places 5 à 8 |                        |   | Match pour la 5e place | Match pour la 5e place |
|  | Match pour les places 5 à 8 | Match pour les places 5 à 8 |                        |   | Match pour la 5e place | Match pour la 5e place |
|  |                             |                             |                        |   |                        |                        |
|  |                             |                             |                        |   |                        |                        |
|  |                             |                             |                        |   |                        |                        |
|  | États-Unis                  | 3                           |                        |   |                        |                        |
|  | États-Unis                  | 3                           |                        |   |                        |                        |
|  | Pays-Bas                    | 2                           |                        |   |                        |                        |
|  | Pays-Bas                    | 2                           | États-Unis             | 2 |                        |                        |
|  |                             |                             | États-Unis             | 2 |                        |                        |
|  |                             | Argentine                   | 1                      |   |                        |                        |
|  | Argentine                   | Argentine                   | 1                      | 5 |                        |                        |
|  | Argentine                   |                             |                        | 5 |                        |                        |
|  | Afrique du Sud              | 0                           |                        |   |                        |                        |
|  | Afrique du Sud              | 0                           | Match pour la 7e place |   |                        |                        |
|  |                             |                             |                        |   |                        |                        |
|  |                             |                             |                        |   |                        |                        |
|  |                             |                             |                        |   |                        |                        |
|  | Pays-Bas                    | 4                           |                        |   |                        |                        |
|  | Pays-Bas                    | 4                           |                        |   |                        |                        |
|  | Afrique du Sud              | 0                           |                        |   |                        |                        |
|  | Afrique du Sud              | 0                           |                        |   |                        |                        |

## Classement final
| #                  | Équipe         |
| ------------------ | -------------- |
| Médaille d'or      | Espagne        |
| Médaille d'argent  | Italie         |
| Médaille de bronze | Portugal       |
| 4                  | Brésil         |
| 5                  | États-Unis     |
| 6                  | Argentine      |
| 7                  | Pays-Bas       |
| 8                  | Afrique du Sud |
| 9                  | Japon          |
| 10                 | Australie      |
| 11                 | Chili          |